# Équipe de Laponie féminine de football
Maillots
L'Équipe de Laponie féminine de football (en anglais : Sápmi women's football team, en italien : Selezione di calcio femminile dei Sami, en suédois : Sápmis damlag i fotboll) est une sélection des meilleures joueuses professionnelles et amateurs. Elle représente les Samis qui vivent dans le nord de la Norvège, de la Suède, de la Finlande et de la Russie.
Cette sélection est sous l'égide de la Fédération de Laponie de football (FA Sápmi), est a disputé plusieurs matches depuis 1991.
De 2003 à 2013, elle était membre de la NF-Board et rejoint la ConIFA en 2014.
La sélection féminine devient championne de la Viva Women's World Cup 2008, remportant les matchs aller et retour de la finale 4-0 et 11-1 (15-1) contre l'équipe du Kurdistan féminine de football.
La sélection de Laponie devient championne de la Coupe du monde féminine de football ConIFA 2022, remportant les matchs aller et retour de la finale 13-1 et 9-0 (22-1) contre l'équipe du Tibet féminine de football.
La sélection de Laponie remporte la Coupe du monde féminine de football ConIFA 2024, après avoir battu en finale Îlam tamoul 2-1.

## Histoire

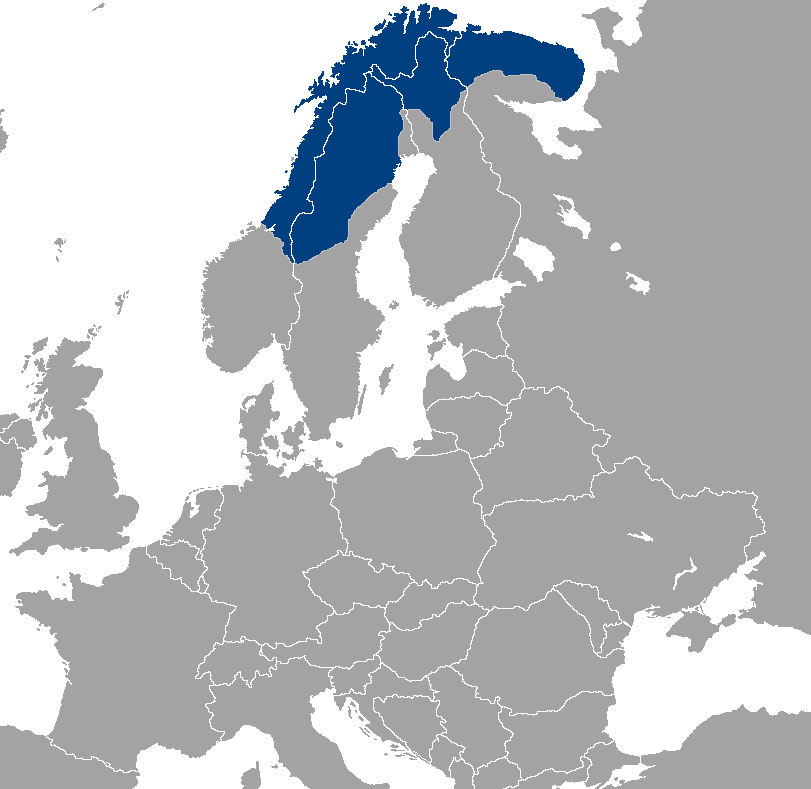
Localisation de la Laponie

### Genèse
Pour la première fois de son histoire la sélection féminine de Laponie participe à 2 premières rencontres, le 27 juin 1991 à Mariehamn en Åland, la rencontre est remportée 5-2 par la Laponie. La seconde rencontre a lieu le 11 juillet 1992 à Sirma, la rencontre entre la Laponie et Åland se termine par un match nul 2-2.
En 2001, la Fédération de football de Laponie rencontre Per Ravn Omdal (en) président de la Fédération de Norvège de football (1987-1992/1995-2004) et Lars-Åke Lagrell (en) président de la Fédération suédoise de football (1991-2011) pour obtenir l’approbation pour que l’association Lapone puisse demander son adhésion à la FIFA. La Fédération de football de Laponie a déjà été en contact avec la FIFA, qui a demandé la même procédure que le Groenland et les îles Féroé. Celles-ci ont d'abord dû solliciter l'approbation de la Fédération danoise de football et ont ensuite été jugées pendant trois ans par la FIFA.
En 2005, douze ans plus tard, la sélection de Laponie participe à une série de 4 matchs contre 3 clubs et Åland, la Laponie a perdu deux rencontres, fait un nul et remporté un match,,,,.
Le 10 février 2007, à Tromsø en Norvège un match amical entre la Laponie et Åland a lieu, se terminant par une rencontre nul 1 à 1,,,.

### Au sein de la NF-Board et un premier titre (2008-2011)
L’entraîneur Isak Ole Hætta de Laponie féminine et masculine de football n’emmènera pas la sélection féminine au premier mondial féminin de la NF-Board qui aura lieu en Suède. L’entraîneur Frank Steve Lindseth aura en charge la sélection féminine lors de la VIVA Women's World Cup 2008
En 2008, pour la première fois de son histoire, la Laponie participe à un tournoi international (Viva Women's World Cup 2008) qui a lieu lors de la VIVA World Cup 2008, pour cette première édition féminine seulement 2 équipes féminine s'affronteront à 2 reprises le 10 et 13 juillet 2008 entre la Laponie et le Kurdistan. Frank Lindseth croit en la victoire de la sélection de Laponie,,.
Le 10 juillet 2008, dans la ville de Malmberget en Suède, la Laponie rencontre en match aller de la finale de VIVA Women's World Cup la sélection du Kurdistan, le premier match est remporté par la Laponie 4 à 0,
, Gry Keskitalo Skulbørstad inscrit 4 buts,,.
Le 13 juillet 2008, dans la ville de Gällivare en Suède, la Laponie rencontre en match retour de la finale de VIVA Women's World Cup le Kurdistan, la Laponie remporte la seconde rencontre en écrasant le Kurdistan 11 à 1,.
La Laponie remporte la première VIVA Women's World Cup,,.
En 2011, le président de la Samisk fotballforbund, Mikkel Isak Eira a exprimé le souhait de faire jouer un grand nombre de matchs aux sélections de Laponie masculine et féminine,. Les organisateurs de la Samecup de football de 2011 souhaite que l'Association de football sami organise des championnats internationaux à Karasjok en Norvège.
La Samisk fotballforbund recrute un nouvel entraîneur Thomas Amundsen qui fut l'ancien sélectionneur de l'équipe féminine de Norvège de futsal, afin d'envoyer une sélection féminine à la prochaine VIVA Women's World Cup de 2011 en Padanie. La VIVA Women's World Cup 2011 ne verra jamais le jour, Thomas Amundsen n'ayant aucun rôle à jouer est remplacé peu de temps après par Liv Eli Holmestrand.
Au mois de juillet 2011, la Laponie rencontre 3 clubs suédois en Suède. Le 14 juillet 2011 à Umeå, elle affronte et remporte 4 à 1 le Infjärdens SK,. Le 16 juillet, à Piteå elle rencontre et perd 6 à 1 face au Piteå IF. Le 17 juillet à Alvik, la Laponie perd sa dernière rencontre 5 à 1 face au Alviks IK.
En décembre 2013, il était prévu que la sélection lapone participe à la troisième édition de la VIVA World Women's Cup au Sahara occidental dans la ville de Tifariti,. La Samisk fotballforbund (SSL) (Association de football sami) a décidé d'organiser la VIVA World Women's Cup 2013 à Kautokeino en Norvège,.

### Création de la FA Sápmi et début à la ConIFA
En 2014, la FA Sápmi (en) remplace la Samisk fotballforbund (SSL),,.
En 2016, Viktor Trosten à Tana pense que FA Sápmi devrait commencer le processus d'adhésion à la FIFA.
Le 9 janvier 2018, le président de la FA Sápmi Håkan Kuorak lors d'un entretien parle de reformer une équipe pour l'été 2018 en Hongrie afin de la faire participer à la première Coupe du monde de football féminine ConIFA en 2019, elle affrontera l'Occitanie et Groenland en novembre 2018 lors d'un tournoi en Suède,.
La FA Sápmi crée une équipe de Laponie féminine qui sera engagée lors de plusieurs matchs amicaux et lors de la première coupe du monde féminine de la ConIFA. La sélection Lapone se rendra à Chypre au mois de novembre 2018 pour une première rencontre amicale contre la sélection féminine de Chypre du Nord,,,,,,,. La sélection sera dirigée pour la première fois par Elin Nicolaisen qui est également la première entraîneuse.
Trois joueuses du Medkila IL (en), Sigrun Linaker Dybvik, Maria Hustad et Agnethe Mathisen sont sélectionnées afin de participer au match amical face à Chypre du Nord. Sandra Simonse, Christine Olsen et Marja Sofie Holmestrand du club Fløya IF ont été sélectionnées afin de participer à la rencontre contre Chypre du Nord,,,

### Seconde génération dorée (2018- )
Le 1er juillet 2018, dix ans après le sacre de champion du monde de l'équipe senior de la VIVA World Women's Cup 2008, la sélection de Laponie de 16 ans remporte son premier titre aux Jeux d'été de Piteå en battant en finale 1 à 0 le club de Älvsjö AIK (en),,.
Le 10 novembre 2018, la Laponie remporte sa rencontre contre Chypre du Nord, quatre buts à zéro,,,, pour l'occasion du premier match féminin de la ConIFA, un trophée du nom Women's Friendship Cup (it) 2018 est offert aux deux équipes, ainsi que des médailles, l'or pour la Laponie et l'argent pour Chypre du Nord,,,,,,.
La sélection de Laponie affrontera au mois de décembre 2018 la sélection de l'Équipe d'Occitanie féminine de football. Selina Henriksson (sv) et June Pedersen (en) souhaitent jouer pour la sélection de Laponie lors du prochain match amical contre l'Occitanie. La rencontre sera finalement annulée.
La Laponie participe à la première Coupe du monde féminine de football ConIFA du 1er juillet au 3 juillet 2022,,,, elle y affronte la sélection du Tibet lors de deux matchs aller-retour pour la finale. Le 1er juillet 2022, la Laponie remporte le premier match sur un score écrasant de 13 buts à 1 et lors de la seconde rencontre le 3 juillet 2022 de 9 buts à 0,. La Laponie devient championne du monde féminine de football ConIFA.
La Laponie participe à sa deuxième Coupe du monde féminine de football ConIFA du 3 juin au 8 juin 2024,,,>,. Le 4 juin 2024, la Laponie affronte le Pays sicule et remporte la victoire 2 à 0,,,. Le 5 juin 2024, la Laponie rencontre Eelam tamoul et remporte son second match sur un score de 2 buts à 0,,. Le 6 juin 2024, la sélection de Laponie remporte sa troisième rencontre face au Pays sicule, 3 buts à 0,,. Le 6 juin 2024, la Laponie remporte son dernier match en écrasant Eelam tamoul sur un résultat de 8 buts à 0. Le 8 juin 2024, la Laponie championne du monde en titre affronte en final Îlam tamoul. Pour la première fois la Laponie est mené au score à la 13e but de S. Dilaxsika, le résultat changera à la 70e, but inscrit sur pénalty par la gardienne de but de Laponie Marja Haetta Holmestrand, la Laponie s'imposera avec un second but inscrit à la 86e par Eva-Alida Eliasson. La Laponie remporte la finale et conserve son titre de championne du monde,,,,,.

## Rencontres

### Matches internationaux
Le tableau suivant liste les rencontres de l'Équipe de Laponie féminine de football.
| No | Date             | Lieu                                       | Laponie | Adversaire         | Score  | Compétition                                     | Buteur(s) pour la Laponie                                                                                            | Buteur(s) pour l'adversaire    | Rapport      |
| -- | ---------------- | ------------------------------------------ | ------- | ------------------ | ------ | ----------------------------------------------- | --- | ------------------------------ | ------------ |
| 1  | 4 mars 1991      | Tromsdalen Norvège                         | Laponie | Tromsdalen UIL     | V 5-0  | A.                                              | - | -                              | [ (Rapport)] |
| 2  | 27 juin 1991     | Mariehamn, Åland                           | Laponie | Åland              | V 5-2  | A.                                              | - | -                              | (Rapport)    |
| 3  | 11 juillet 1992  | Sirma, Norvège                             | Laponie | Åland              | N 2-2  | A.                                              | - | Ing-Marie Holmberg, Ewa Ganner | (Rapport)    |
| 4  | 16 mars 2005     | Tromsø Norvège                             | Laponie | IF Fløya (en)      | P 1-6  | A.                                              | - | -                              | (Rapport)    |
| 5  | 19 mars 2005     | Tromsø Norvège                             | Laponie | Asker Fotball (en) | N 2-2  | A.                                              | - | -                              | (Rapport)    |
| 6  | 8 juin 2005      | Tromsø Norvège                             | Laponie | Åland              | V 5-0  | A.                                              | Reidun Nilsen, Andrea Madsen, ?                                                                                      | -                              | (Rapport)    |
| 7  | 30 juin 2005     | Tromsø Norvège                             | Laponie | Umeå IK            | P 1-8  | A.                                              | - | -                              | (Rapport)    |
| 8  | 10 février 2007  | Tromsø Norvège                             | Laponie | Åland              | N 1-1  | A.                                              | Ann-Iren Trosten | Annica Sjolund                 | (Rapport)    |
| 9  | 10 juillet 2008  | Malmberget, Suède                          | Laponie | Kurdistan          | V 4-0  | Viva Women's World Cup                          | Gry Keskitalo Skulbørstad                                                                                            | -                              | (Rapport)    |
| 10 | 13 juillet 2008  | Gällivare, Suède                           | Laponie | Kurdistan          | V 11-1 | Viva Women's World Cup                          | Gry Keskitalo Skulbørstad, Mia Caraina Eira, Marlene Hallen, Magdalena Esseryd, Mia Oscarsson, Ragnhild Fosshaug     | -                              | (Rapport)    |
| 11 | 14 juillet 2011  | Umeå, Suède                                | Laponie | Infjärdens SK (en) | V 4-1  | A.                                              | Anna Pekari, Therese Berg, Johanne Bjørnå, Marie Kristine Haugsnes                                                   | -                              | (Rapport)    |
| 12 | 16 juillet 2011  | Piteå, Suède                               | Laponie | Piteå IF           | P 1-6  | A.                                              | - | -                              | (Rapport)    |
| 13 | 17 juillet 2011  | Alvik, Suède                               | Laponie | Alviks IK (en)     | P 1-5  | A.                                              | Anne Berit Holmestrand                                                                                               | -                              | (Rapport)    |
| 14 | 10 novembre 2018 | Stade 20 Temmuz de Kyrenia, Chypre du Nord | Laponie | Chypre du Nord     | V 4-0  | Women's friendship cup 2018                     | 27e Sigrun Linaker Dybek, 57e Emilia Kristensen, 65e Sandra Simonsen, 90+1e Kristina Elsie Blind                     | -                              | (Rapport)    |
| X  | 2018             | Suède                                      | Laponie | Occitanie          | Annulé | A.                                              | - | -                              | [ (Rapport)] |
| 15 | 1er juillet 2022 | STS Ground, Paonta Cholsum, Inde           | Laponie | Tibet              | V 13-1 | Coupe du monde féminine de football ConIFA 2022 | Sandra Simonsen · Moa Öhman · Karoline Fosli · Sofie Sorensen                                                        | 59e Ngawang Oetso              | (Rapport)    |
| 16 | 3 juillet 2022   | STS Ground, Paonta Cholsum, Inde           | Laponie | Tibet              | V 9-0  | Coupe du monde féminine de football ConIFA 2022 | Moa Öhman 7e 57e 71e 89e · Emelie Kristiansen 38e · Klara Norlemann 43e · Sandra Simonsen 46e 83e · Wilma Ritzen 48e |                                | (Rapport)    |
| 17 | 4 juin 2024      | Mørkvedlia Stadium, Bodø, Norvège          | Laponie | Pays sicule        | V 2-0  | Coupe du monde féminine de football ConIFA 2024 | Wilma Ritzen 49e, Karoline Fosli 81e                                                                                 |                                | (Rapport)    |
| 18 | 5 juin 2024      | Mørkvedlia Stadium, Bodø, Norvège          | Laponie | Îlam tamoul        | V 2-0  | Coupe du monde féminine de football ConIFA 2024 | Wilma Ritzen 51e, Klara Norlemann 90+2e                                                                              |                                | (Rapport)    |
| 19 | 6 juin 2024      | Mørkvedlia Stadium, Bodø, Norvège          | Laponie | Pays sicule        | V 3-0  | Coupe du monde féminine de football ConIFA 2024 | Eva-Alida Eliasson 1re, Hilda Sundqvist 10e, Ylva Johnsen 58e                                                        |                                | (Rapport)    |
| 20 | 6 juin 2024      | Mørkvedlia Stadium, Bodø, Norvège          | Laponie | Îlam tamoul        | V 8-0  | Coupe du monde féminine de football ConIFA 2024 | Eva-Alida Eliasson 2e 37e, Jenny Marie Mannsverk 11e, Thea Nordkyn Nygard 16e 22e, Karoline Fosli 19e 34e 47e        |                                | (Rapport)    |
| 21 | 8 juin 2024      | Aspmyra Stadion, Bodø, Norvège             | Laponie | Îlam tamoul        | V 2-1  | Coupe du monde féminine de football ConIFA 2024 | Marja Hætta Holmestrand 71e (pen.), Eva-Alida Eliasson 86e                                                           | 13e Dilaxsika Sundararajah     | (Rapport)    |

| Score : - V = Match gagné - N = Match nul - P = Match perdu | Compétition : - A. = Match amical - C. = Compétition |

### Équipes rencontrées
| Adversaire         | Joués | Victoires | Matchs nuls | Défaites | Buts pour | Buts contre |
| ------------------ | ----- | --------- | ----------- | -------- | --------- | ----------- |
| Åland              | 4     | 2         | 2           | 0        | 13        | 5           |
| Îlam tamoul        | 3     | 3         | 0           | 0        | 12        | 1           |
| Pays sicule        | 2     | 2         | 0           | 0        | 5         | 0           |
| Kurdistan          | 2     | 2         | 0           | 0        | 15        | 1           |
| Tibet              | 2     | 2         | 0           | 0        | 22        | 1           |
| Chypre du Nord     | 1     | 1         | 0           | 0        | 4         | 0           |
| IF Fløya (en)      | 1     | 0         | 0           | 1        | 1         | 6           |
| Tromsdalen UIL     | 1     | 1         | 0           | 0        | 5         | 0           |
| Asker Fotball (en) | 1     | 0         | 1           | 0        | 2         | 2           |
| Umeå IK            | 1     | 0         | 0           | 1        | 1         | 8           |
| Infjärdens SK (en) | 1     | 1         | 0           | 0        | 4         | 1           |
| Piteå IF           | 1     | 0         | 0           | 1        | 1         | 6           |
| Alviks IK (en)     | 1     | 0         | 0           | 1        | 1         | 5           |
| Total              | 21    | 14        | 3           | 4        | 86        | 36          |

## Résultats de l'équipe de Laponie

### Palmarès
Palmarès de l'équipe de Laponie de football en compétitions officielles
| Compétitions mondiales                                                                     | Compétitions continentales | Autres compétitions                          |
| ------------------------------------------------------------------------------------------ | -------------------------- | -------------------------------------------- |
| - Coupe du monde féminine - Vainqueur en 2022 et 2024 - VIVA World Cup - Vainqueur en 2008 |                            | - Women's friendship cup - Vainqueur en 2018 |

### Parcours dans les compétitions internationales
Viva Women's World Cup
| Année | Position                     | Match                        | Victoire                     | Nul                          | Défaite                      | but marqué                   | but encaissé                 |
| ----- | ---------------------------- | ---------------------------- | ---------------------------- | ---------------------------- | ---------------------------- | ---------------------------- | ---------------------------- |
| 2008  | 1er                          | 2                            | 2                            | 0                            | 0                            | 15                           | 1                            |
| 2010  | Ne participe pas à l'édition | Ne participe pas à l'édition | Ne participe pas à l'édition | Ne participe pas à l'édition | Ne participe pas à l'édition | Ne participe pas à l'édition | Ne participe pas à l'édition |

Women's friendship cup
| Année | Position | Match | Victoire | Nul | Défaite | but marqué | but encaissé |
| ----- | -------- | ----- | -------- | --- | ------- | ---------- | ------------ |
| 2018  | 1er      | 1     | 1        | 0   | 0       | 4          | 0            |

Coupe du monde féminine de football ConIFA
| Année | Position | Match | Victoire | Nul | Défaite | but marqué | but encaissé |
| ----- | -------- | ----- | -------- | --- | ------- | ---------- | ------------ |
| 2022  | 1er      | 2     | 2        | 0   | 0       | 22         | 1            |
| 2024  | 1er      | 5     | 5        | 0   | 0       | 17         | 1            |
| 2026  | -        | -     | -        | -   | -       | -          | -            |

## Personnalités de l'équipe de Laponie féminine de football

### Sélections
| Nom                                 | Club,                     |
| ----------------------------------- | ------------------------- |
| Gardiennes                          |                           |
| Amazon Grimstad                     | Marie Aspenes             |
| IL Polarstjernen                    | Marja Holmestrand Hætta   |
| Défenseurs                          |                           |
| Medkila IL                          | Sigrun Linaker Dybvik     |
| IL Polarstjernen                    | Tonje Nilsen              |
| Ovrevoll Hosle IL                   | Anja Rasmussen            |
| Ovrevoll Hosle IL                   | Malin Lavik Soleng        |
| Tromsdalen UIL                      | Emilie Kristiansen        |
| Milieu de terrain                   |                           |
| BOIF                                | Karoline Fosli            |
| Bærum SK                            | Sofie Sorensen            |
| IL Polarstjernen                    | Amalie Kristina Trosten   |
| Tromsø IL                           | Sandra Simonsen           |
| Honefoss BK                         | Maria Hustad              |
| Kiruna FF                           | Ester Tannerdahl          |
| Palm Beach Atlantic University (en) | Wilma Ritzen              |
| Runnin' Bulldogs de Gardner-Webb    | Lina Ullen                |
| Attaquants                          |                           |
| Medkila IL (en)                     | Agnethe Mathisen          |
| Tiller IL (en)                      | Aiila Renander Bransfjell |
| Amazon Grimstad (en)                | Klara Norlemann           |
| Unión Deportiva Logroñés            | Moa Ohman                 |
| BK Kenty                            | Frida Ritzen              |
| Staff                               | Nom                       |
| Sélectionneur                       | Elin Nicolaisen           |
| Assistant sélectionneur             | Odd Gunnar Lorentsen      |
| Chef d'équipe                       | Niklas Danielsen          |
| Président                           | Håkan Kuorak              |

| Club                                | Nom                        |
| ----------------------------------- | -------------------------- |
| Gardiennes                          |                            |
| Våg FK                              | Marja Holmestrand Hætta    |
| Défenseurs                          |                            |
| BOIF                                | Ida Øyen                   |
| FC Kiffen                           | Sanna Ylianttila           |
| IL Polarstjernen (en)               | Tonje Kristine Nilssen     |
| Gardner–Webb Runnin' Bulldogs       | Lina Ullen                 |
| Milieu de terrain                   |                            |
| BOIF                                | Tuva Prestbakmo Jinnengren |
| BOIF                                | Karoline Fosli             |
| Medkila IL (en)                     | Sofie Sørensen             |
| Medkila IL                          | Thea Andreassen Isaksen    |
| IL Polarstjernen                    | Laila Katrine Triumf       |
| Våg FK                              | Jenny Marie Mannsverk      |
| KFUM-Kameratene Oslo                | Klara Norlemann            |
| IF Fløya (en)                       | Tuva Solstad               |
| TIL 2020                            | Ylva Johnsen               |
| BK Kenty (en)                       | Frida Ritzen               |
| Attaquants                          |                            |
| Palm Beach Atlantic University (en) | Wilma Ritzen               |
| Umeå IK                             | Eva-Alida Eliasson         |
| IK Grand Bodø (en)                  | Thea Norkyn Nygård         |
| BOIF                                | Sofie Engseth              |
|                                     | Hilda Sundqvist            |
| Staff                               | Nom                        |
| Sélectionneur                       | Elin Nicolaisen            |
| Assistant sélectionneur             | Odd Gunnar Lorentsen       |
| Président                           | Håkan Kuorak               |

### Sélectionneurs
| Sélectionneurs       | Période       | Matchs | Gagnés | Nuls | Perdus | Gagnés % |
| -------------------- | ------------- | ------ | ------ | ---- | ------ | -------- |
|                      | 1991-1992     | 3      | 2      | 1    | 0      | 66.66    |
| Isak Ole Hætta       | 2005-2007     | 5      | 1      | 2    | 2      | 20       |
| Frank Steve Lindseth | 2008          | 2      | 2      | 0    | 0      | 100      |
| Liv Eli Holmestrand  | 2011          | 3      | 1      | 0    | 2      | 33.33    |
| Elin Nicolaisen      | 2018-en cours | 8      | 8      | 0    | 0      | 100      |
| Totals               | Totals        | 21     | 14     | 3    | 4      | 66,67    |

### Présidents de la FA Sápmi
La Samisk fotballforbund (SSL) (Association de football sami) est né le 18 octobre 2003 est disparaît en 2013, en mars 2014 la FA Sápmi remplace la SSL.
| N°                          | Nom                   | Période        |
| --------------------------- | --------------------- | -------------- |
| Samisk fotballforbund (SSL) |                       |                |
| 1                           | Leif Isak Nilut,      | 2003-2008      |
| 2                           | Mikkel Isak Eira (no) | 2008-2012      |
| Poste vacant                | Poste vacant          | 2012-2013      |
| FA Sápmi                    |                       |                |
| 1                           | Håkan Kuorak          | 2014- en cours |

## Classement

### Classement des meilleures buteuses
| 9 buts | | |
| Gry Keskitalo Skulbørstad | | |
| 8 buts | | |
| Moa Öhman Sandra Simonsen | | |
| 7 buts | | |
| Karoline Fosli | | |
| 4 buts | | |
| Eva-Alida Eliasson | | |
| 3 buts | | |
| Reidun Nilsen Wilma Ritzen | | |
| 2 buts | | |
| Mia Caraina Eira Thea Nordkyn Nygard Klara Norlemann | | |
| 1 but | | |
| \| Andrea Madsen Ann-Iren Trosten Marlene Hallen Magdalena Esseryd Mia Oscarsson Emelie Kristiansen Sofie Sorensen \| Ragnhild Fosshaug Anna Pekari Therese Berg Johanne Bjørnå Marie Kristine Haugsnes Hilda Sundqvist Ylva Johnsen \| Anne Berit Holmestrand Sigrun Linaker Dybek Emilia Kristensen Cristina Elise Blind Jenny Marie Mannsverk Marja Hætta Holmestrand \| | | |
| Andrea Madsen Ann-Iren Trosten Marlene Hallen Magdalena Esseryd Mia Oscarsson Emelie Kristiansen Sofie Sorensen | Ragnhild Fosshaug Anna Pekari Therese Berg Johanne Bjørnå Marie Kristine Haugsnes Hilda Sundqvist Ylva Johnsen | Anne Berit Holmestrand Sigrun Linaker Dybek Emilia Kristensen Cristina Elise Blind Jenny Marie Mannsverk Marja Hætta Holmestrand |